# Axis
Axis je biologický rod z čeledi jelenovití. Rod popsal v roce 1827 C. H. Smith a jedná se o rod se dvěma zástupci, přičemž jeden z nich již je vyhynulý.

## Druhy
- axis indický (Axis axis) (Erxleben, 1777)
- Axis lydekkeri (vyhynulý)